# Алёшинка (бывшая деревня, Дубровский район)
Алёшинка (Алёшенка) — упразднённая в 2001 году деревня Дубровского района Брянской области России. Входил в состав Алешинского сельсовета (центр — село Алешня). Располагалась в 1,5 км к северо-востоку от деревни Герасимовка.

## История
Упоминается с XVIII века в составе Брянского уезда; бывшее владение Глотовых и др. Входила в приход села Нижеровки (с 1856). С 1861 по 1924 в Алешинской волости Брянского (с 1921 — Бежицкого) уезда; позднее в Дубровской волости, Дубровском районе (с 1929). До 1969 года состояла в Заустьенском и др. с/с; в 1969—1992 в Серпеевском сельсовете.
Исключена из учётных данных в 2001 году.

## Население
| Годы      | 1866 | 1926 | 1979 | 1989 | 1999 |
| --------- | ---- | ---- | ---- | ---- | ---- |
| Население | 121  | 192  | 15   | 5    | 0    |